# Jean Riesen
Pour les articles homonymes, voir Riesen.
Jean Riesen, né le 13 juillet 1920 à La Chaux-de-Fonds (originaire d'Oberbalm et de Wünnewil) et mort le 12 septembre 1987 à Berne, est une personnalité politique suisse, membre du parti socialiste.
Il est député au Conseil national de décembre 1967 à septembre 1987 et conseiller d'État du canton de Fribourg de 1972 à 1976, à la tête de la Direction des travaux publics.